# Lista de deputados estaduais da Bahia da 16.ª legislatura
Esta é a lista de deputados estaduais da Bahia para a legislatura 2007–2011.

## Composição das bancadas
| Partido | Líder                       | Bancada | Posição      |
| ------- | --------------------------- | ------- | ------------ |
| PFL     | Tarcízio Pimenta            | 16 / 63 | Oposição     |
| PT      | Waldenor Pereira            | 10 / 63 | Governo      |
| PMDB    | Leur Lomanto Júnior         | 6 / 63  | Governo      |
| PL      | Sandro Régis                | 5 / 63  | Independente |
| PP      | Ronaldo Carletto            | 5 / 63  | Governo      |
| PSDB    | Arthur Maia                 | 3 / 63  | Oposição     |
| PDT     | Roberto Carlos              | 3 / 63  | Independente |
| PRP     | Adolfo Menezes              | 3 / 63  | Independente |
| PCdoB   | Javier Alfaya               | 3 / 63  | Governo      |
| PRTB    | Fernando Torres             | 2 / 63  | Independente |
| PSC     | Ângela Sousa                | 2 / 63  | Independente |
| PSL     | Nelson Leal                 | 1 / 63  | Independente |
| PTN     | João Carlos Bacelar Batista | 1 / 63  | Independente |
| PMN     | Getúlio Ubiratan            | 1 / 63  | Governo      |
| PSB     | Cap. Tadeu Fernandes        | 1 / 63  | Governo      |
| PTdoB   | Maria Luiza Laudano         | 1 / 63  | Independente |

## Deputados Estaduais
| Número                       | Deputados estaduais eleitos | Partido | Votação | Cidade onde nasceu     | Unidade federativa  |
| 22220                        | Sandro Régis                | PL      | 99.962  | Salvador               | Bahia               |
| 65333                        | Edson Pimenta               | PCdoB   | 85.458  | Esplanada              | Bahia               |
| 11234                        | Ronaldo Carletto            | PP      | 82.256  | Conceição da Barra     | Espírito Santo      |
| 25101                        | Carlos Gaban                | PFL     | 77.364  | Mococa                 | São Paulo           |
| 25188                        | Clóvis Ferraz               | PFL     | 75.907  | Tremedal               | Bahia               |
| 25166                        | Gildásio Penedo             | PFL     | 73.774  | Tucano                 | Bahia               |
| 25111                        | Paulo Azi                   | PFL     | 72.540  | Salvador               | Bahia               |
| 13140                        | Valmir Assunção             | PT      | 68.302  | Itamaraju              | Bahia               |
| 25444                        | Rogério Andrade             | PFL     | 68.079  | Elísio Medrado         | Bahia               |
| 11011                        | Roberto Muniz               | PP      | 63.894  | Salvador               | Bahia               |
| 25170                        | Tarcízio Pimenta            | PFL     | 63.864  | Feira de Santana       | Bahia               |
| 25145                        | José Nunes                  | PFL     | 63.192  | Belém do São Francisco | Bahia               |
| 13222                        | Waldenor Pereira            | PT      | 61.328  | Caculé                 | Bahia               |
| 25700                        | João Bonfim                 | PFL     | 59.872  | Brumado                | Bahia               |
| 25118                        | Luiz de Deus                | PFL     | 59.556  | Brejo Grande           | Sergipe             |
| 22123                        | Ivo de Assis                | PL      | 58.539  | Rio de Janeiro         | Rio de Janeiro      |
| 45678                        | Marcelo Nilo                | PSDB    | 57.535  | Antas                  | Bahia               |
| 25115                        | Reinaldo Braga              | PFL     | 56.937  | Xique-Xique            | Bahia               |
| 12000                        | Maria Luiza Carneiro        | PDT     | 56.563  | Feira de Santana       | Bahia               |
| 11111                        | Aderbal Caldas              | PP      | 56.350  | Itapicuru              | Bahia               |
| 25333                        | Eliedson Ferreira           | PFL     | 55.330  | Recife                 | Pernambuco          |
| 25611                        | Júnior Magalhães            | PFL     | 54.737  | Candeias               | Bahia               |
| 25155                        | Heraldo Rocha               | PFL     | 52.383  | Itaperuna              | Rio de Janeiro      |
| 45123                        | Arthur Maia                 | PSDB    | 52.269  | Salvador               | Bahia               |
| 44789                        | Antônio Pedrosa             | PRP     | 50.771  | Barreiras              | Bahia               |
| 22333                        | Elmar Nascimento            | PL      | 50.541  | Campo Formoso          | Bahia               |
| 25000                        | Misael Neto                 | PFL     | 49.641  | Salvador               | Bahia               |
| 11000                        | Luiz Augusto Gordiano       | PP      | 47.663  | Vitória da Conquista   | Bahia               |
| 13678                        | José Carlos da Silva        | PT      | 47.202  | Madre de Deus          | Bahia               |
| 22369                        | Gilberto Brito              | PL      | 46.878  | Jandaíra               | Bahia               |
| 22122                        | Angelo Coronel              | PL      | 46.660  | Coração de Maria       | Bahia               |
| 25161                        | Emério Resedá               | PFL     | 46.454  | Conceição do Coité     | Bahia               |
| 25125                        | Paulo Câmera                | PFL     | 46.225  | Itabuna                | Bahia               |
| 11333                        | Luiz Argolo                 | PP      | 45.962  | Entre Rios             | Bahia               |
| 13123                        | Zé Neto                     | PT      | 44.931  | Feira de Santana       | Bahia               |
| 13113                        | Paulo Rangel                | PT      | 42.389  | Paulo Afonso           | Bahia               |
| 12345                        | Roberto Carlos              | PDT     | 42.228  | Uauá                   | Bahia               |
| 13100                        | Zilton Rocha                | PT      | 40.199  | Nova Canaã             | Bahia               |
| 17777                        | Nelson Leal                 | PSL     | 39.612  | Salvador               | Bahia               |
| 15123                        | Luciano Simões              | PMDB    | 38.371  | Itiúba                 | Bahia               |
| 13199                        | Zé das Virgens              | PT      | 38.283  | São Gabriel            | Bahia               |
| 15015                        | Leur Lomanto Júnior         | PMDB    | 38.051  | Salvador               | Bahia               |
| 33333                        | Getúlio Santos              | PMN     | 36.452  | Carazinho              | Rio Grande do Sul   |
| 40140                        | Capitão Tadeu Fernandes     | PSB     | 36.203  | Salvador               | Bahia               |
| 70123                        | Maria Luiza Laudano         | PTdoB   | 35.424  | Pojuca                 | Bahia               |
| 13690                        | Neusa Cadore                | PT      | 35.092  | Gaspar                 | Santa Catarina      |
| 13613                        | Bira Corôa                  | PT      | 34.224  | Salvador               | Bahia               |
| 44321                        | Capitão Fábio Santana       | PRP     | 33.875  | Itabuna                | Bahia               |
| 13567                        | Fátima Nunes                | PT      | 32.121  | Paripiranga            | Bahia               |
| 65222                        | Javier Alfaya               | PCdoB   | 32.034  | Redondela              | Espanha             |
| 44111                        | Adolfo Menezes              | PRP     | 31.817  | Campo Formoso          | Bahia               |
| 65321                        | Álvaro Gomes                | PCdoB   | 31.786  | Tapiramutá             | Bahia               |
| 15105                        | Marizete Lisboa             | PMDB    | 31.482  | Brumado                | Bahia               |
| 28147                        | Jurandy Oliveira            | PRTB    | 31.025  | Ipirá                  | Bahia               |
| 15444                        | Ferreira Ottomar            | PMDB    | 30.095  | Formiga                | Minas Gerais        |
| 15111                        | Joélcio Martins             | PMDB    | 29.900  | Conceição do Coité     | Bahia               |
| 28555                        | Fernando Torres             | PRTB    | 29.746  | Feira de Santana       | Bahia               |
| 12393                        | Euclides Fernandes          | PDT     | 28.092  | Riacho de Santana      | Rio Grande do Norte |
| 20890                        | Ângela Sousa                | PSC     | 27.092  | Ilhéus                 | Bahia               |
| 15154                        | Virgínia Hagge              | PMDB    | 26.731  | Salvador               | Bahia               |
| 19678                        | João Carlos Bacelar         | PTN     | 24.063  | Salvador               | Bahia               |
| 20123                        | Carlos Ubaldino             | PSC     | 22.678  | Cipó                   | Bahia               |
| 45456                        | Sérgio Passos               | PSDB    | 19.952  | Saúde                  | Bahia               |
| Lista completa de candidatos |                             |         |         |                        |                     |